# YOKOI
YOKOI（ヨコイ、本名：横井勇一（よこい ゆういち）1975年5月27日 - ）は、日本の大阪出身のヒップホップダンサーである。WRECKING CREW ORCHESTRAのリーダー、振付家、演出家、芸術監督。
愛称は「座長」。血液型はB型。身長167cm。

## 略歴
大阪府大阪市生まれの大阪市育ち。
ダンスに興味を持ったきっかけは、10歳の時に見たマイケル・ジャクソンの「スリラー」。
小学3年生の頃、たまたま映画「ブレイクダンス2」を観て、真似をしていたという。
中学生の時は、TV番組『天才・たけしの元気が出るテレビ!!』の企画「ダンス甲子園」に出演していたLL BROTHERSに憧れる。高校生になり、ZOOのダンスのコピーをするようになった。
　
1993年3月にダンスチーム「EXIST（イグジスト）」を結成し、1994年にはJAPAN DANCE DELIGHT vol.1に出場し2位を獲得。1996年に「ELECTRIC TROUBLE」を結成。1997年にELECTRIC TROUBLEとして出場したJAPAN DANCE DELIGHT vol.4にて優勝を果たす。ELECTRIC TROUBLEは2003年のJAPAN DANCE DELIGHT vol.10でも優勝している、
2003年に「WRECKING CREW ORCHESTRA（レッキン・クルー・オーケストラ、以降WCO、通称レッキン）」を創立。WCOでは他のダンスクルーとは一線を画し、当初から舞台作品を創ることを意識していた。　
個人として国内外で活動を続ける傍ら、WCOの芸術監督として演出・振付なども手がけ、現在は年に一度のペースで作品を作っている。　
2009年、ストリートダンスのショー作品を作る能力を持つ後進ダンサー、振付家を育てるために、YOKOI、DOMINIQUEを中心としたWCOによるプロダンサー養成所「BASE」を設立。

## 主な受賞歴
- 2012【THE GAME】優勝
- 2008【JUST DEBOUT日本予選】優勝
- 2003【JAPAN DANCE DELIGHT vol.10】優勝 - ELECTRIC TROUBLEとして
- 1997【JAPAN DANCE DELIGHT vol.4】優勝 - ELECTRIC TROUBLEとして
- 1997【BEST of BEST】優勝
- 1996【DANCE FIELD VOL.1】 優勝
- 1996【TRUE SKOOL G.W.SPECIAL vol.1】優勝
- 1996【OSAKA DANCE DELIGHT vol.11】優勝
- 1995【JAPAN DANCE DELIGHT vol.2】3位 - EXISTとして
- 1994【OSAKA DANCE DELIGHT vol.8】優勝
- 1994【JAPAN DANCE DELIGHT vol.1】2位 - EXISTとして

## 人物
中学校の頃の夢はNBA選手だったが、バスケットボールは怪我で断念。　夢が絶たれて、死んでしまった心に輝きを与えてくれたのがダンスだったという。
ダンススタイルに決定的な影響を与えたのは、世界を代表するHIPHOPチーム、Elite Force（エリート・フォース）。　中でもLINKのダンスに影響を受けたという。「LINKのダンスは、それまでに見たことのないもので、ビートで踊るだけではなく、『LINKの体の中から音楽が出ているような、LINKの体そのものが音楽を奏でているように感じた』と語っている。（DANCE@PRESS　2011年8月号） Elite Forceのショーを初めて見たのは、1994年のクラブイベントで、「即死でした（笑）」というほど衝撃を受けたという。
17歳で真剣にダンスをやろうと思った時からダンスで食べて行こうと決めていたが、ELECTRIC TROUBLEとしてJAPAN DANCE DELIGHTに優勝した後に歌手としてデビューする話があり、ＮＹマンハッタンで半年間準備していた。　当然プロ級の歌唱力だが、現在のところ、ステージ等で披露することはない。
歌手等のバックダンサーとしてではなく、メインのアーティストとして公演を作っていきたいと常に思っている。
この年代のダンサーに共通することだが、テレビで見た風見慎吾の「涙のtake a chance」のブレイクダンスの真似をしていたという。
ストリートダンスは、大衆の手の届く芸術。　大衆の中にある芸術ということが大切。　特別な感性を持っている人だけ感じるものが芸術ではなく、誰に対しても感動させられるものを作ることが出来る芸術である。（DANCE DELIGHT MAGAZINE 2011年12月号）
振付に関しては、「完璧な流れを実現する黄金比のようなものが自分の中にあり、音楽を聴くと確固たるイメージが出てくる」という絶大な自信を持っている。（DANCE DELIGHT MAGAZINE 2012年1月号）
アニメーションダンスの神様とも呼ばれる伝説のストリートダンサー、FLATTOPもお気に入りのひとり。　東京ビートロニックのショーでは思わず絶叫したという。
居住地は、ずっと大阪。　大阪にとどまる理由は、「メディアの中心は東京にあるので、エンターテインメントの世界で生きていくのであれば東京へというのが一般論かもしれないが、メディアがない大阪だったからこそ純粋にダンスだけに集中してやってこられた。　だから、今の自分たちがある。　自分たちがそうやり続けることによって他の地域の人たちもできるんだという自信を持ってもらいたい」　とのこと。（HIPHOP INSIDER 2011年4月号）
WCOのサブリーダーのDOMINIQUEは、自身が世界チャンピオンであるにも関わらず、「YOKOIは次元が違いすぎて、ショーの前のアップの時間は、自信がなくなるので一緒に居たくない」と言う。
次世代の才能あるダンサーをひとりでも多く見いださなければという強い思いを持つ。　若き才能の育成に取り組み、自ら指導にもあたるほか、振付・演出を務めるWCOでは積極的に才能ある若いダンサーの起用を行う等、後進の育成にも力を注いでいる。　
ダンスを始めてしばらくは「黒人のように踊りたい、黒人になりたい」という強い思いで踊っていたが、あるレベルに達してからは「日本人として世界に誇るダンサーになりたい」と思うようになった。
ヒップホップをピュアに極めるために、他の舞台芸術、ブラックミュージック以外の音楽には、意識して触れないようにしてきたという。

## ELダンス（LEDダンス、トロンダンス等、呼び名多数）
2011年11月に初演の「FAKEST」の中の演目のひとつ。　曲や振付に完全にシンクロしたELワイヤーの光によるダンスは、まるでCGのようであり、瞬間移動や空中浮遊などの錯覚を作り出す。
元々手動で行なっていたこのダンスをコンピュータープログラミングに変えて、2012年2月に開催された「NEW SCHOOL COLLECTION」に於いて、初めて人前で披露したものである。
同月にYouTubeにアップされるや、2ヶ月で500万ビューを超える再生があり、2012年12月現在、HQ版など再アップを含めて2000万ビューに超える再生数を誇る。
アメリカの人気テレビ番組「アメリカン・ベスト・ダンス・クルー」に出場したチーム・アイルミネイトと混同されることが多いが、コンセプトや振付がまったく異なる。
当初、LEDダンスと呼ばれていたが、LEDは一切使われていない。
コスチュームの光る素材として使用されているのは、ELワイヤーである。
よってYOKOIやメンバーの中では、この演目を「EL」と呼び、この演目を行なうダンサー達を「EL SQUAD」と名づけている。
2012年9月大阪公演、11月香港公演では、ELの新作が披露された。
光る素材のコスチュームで踊るチームはいくつかあるが、この動画が突出して話題になったのは、YOKOIの振付けにストリートダンスを超えた芸術性があるからだという評がある。
クラウンを冠して踊っているのがYOKOIである。

## 主な演出・振付作品（WCO名義）
- 「ID」（2003年、2008年、2009年）
- 「M.O.A. LIVE」（2004年、2006年）
- 「daft-line」（2005年）
- 「WRECK IN THE FLOOR」（2006年、2007年、2008年、2011年）
- 「FAKEST」（2011年、2012年）

## メディア出演
CM出演
- Xperia（WCO名義）（2012年）

バラエティー出演
- まいど！ジャーニィ～（2016年）